# ريتشارد هيرينغ
ريتشارد كيث هيرينج (بالإنجليزية: Richard Kit Herring)‏ (من مواليد 12 يوليو 1967) هو ممثل كوميدي وكاتب ومتحدث من بطنه إنجليزي.

## وصلات خارجية
- ريتشارد هيرينغ على موقع IMDb (الإنجليزية)
- ريتشارد هيرينغ على موقع ميوزك برينز (الإنجليزية)
- ريتشارد هيرينغ على موقع قاعدة بيانات الفيلم (الإنجليزية)